# Montner
Montner ([munn'e], mateixa forma en francès) és un poble, cap de la comuna del mateix nom, de 320 habitants, de la comarca del Rosselló, a les Corberes. Els seus habitants són anomenats montnerencs. La dita diu: "(La) Montne (sic) plena de cotna ha baixat a Estagell" (pronúncia local de Montner o per menester de rima?) o Gent de Montner, bruts com la cotna (ho diuen els d'Estagell).

## Etimologia
Montner es dona habitualment com a variant de Montnegre, com explica Joan Coromines en el seu Onomasticon Cataloniae, però el fet que en el cas del vilatge rossellonès sembla referir-se més a un riuet i dels veïnats existents al seu voltant fa que Coromines es decanti més per un origen en el nom àrab Abu'n-nähr (pare del riuet), que donaria Bonner, la b- inicial del qual passaria a m-, com és habitual en català, i així aquest Monner seria assimilat al Montner derivat de Muntanya Negra.

## Geografia

Situació de la comuna de Montner en el Rosselló

El terme comunal de Montner, d'una extensió de 109.800 hectàrees, és situat al sud-oest de la comarca de les Corberes, a la vall de l'Aglí, en contacte amb la Fenolleda (a l'oest) i el Riberal de la Tet (al sud). El terme sencer és un coster que des de la serra on es troba Força Real davalla cap al nord, cap a l'Aglí.
Montner és una comuna de 1.098 hectàrees d'extensió situada a la carretera d'Estagell a Millars, al peu del coll de la Batalla. Està limitat al sud pel massís de Força Real, el Mont Ner, que arriba a 507 metres d'altitud i separa la plana de l'Aglí de la de la Tet. Si excloem la vasta àrea boscosa entre l'est de Montner i Estagell, gairebé tota la terra és plantada de vinya, amb l'excepció dels contraforts del Mont Ner, també conegut com a Força Real, on hi ha petites zones boscoses. Diverses trencades travessen el territori; la més important, a l'oest de la trencada de Caladroer, limita amb el terme de Bellestar.
Termes municipals limítrofs:
| La Tor de França (Occitània)                            |         | Estagell              |
| Cassanyes (Occitània) Bellestar (Fenolleda) (Occitània) |         | Calce                 |
|                                                         | Millars | Cornellà de la Ribera |

### El poble de Montner

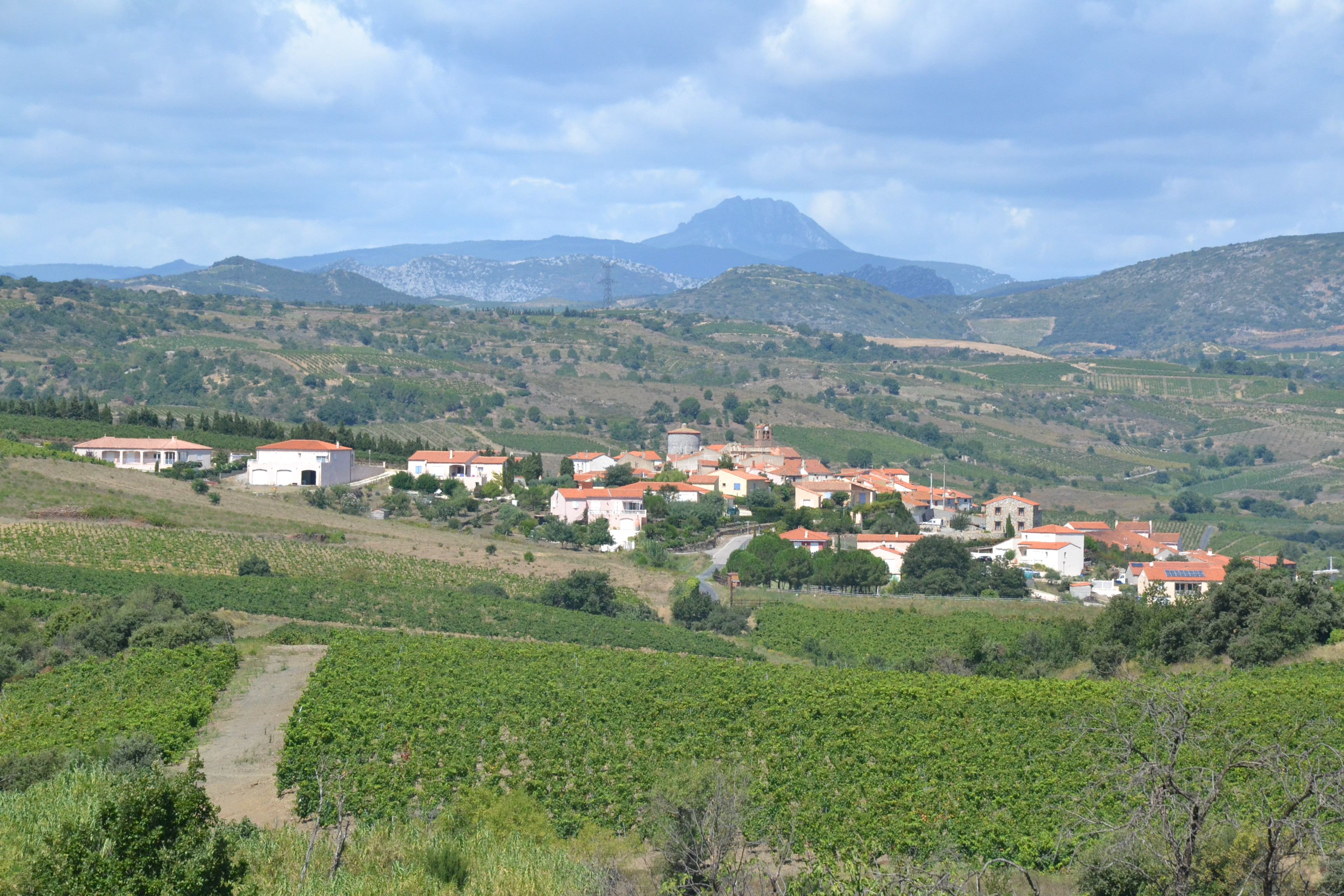
El poble de Montner

El poble de Montner es generà a partir de la cellera constituïda a l'entorn de l'església parroquial de Sant Joan i Santa Eugènia de Montner i el seu cementiri pràcticament al centre de la cellera. La primera creixença del poble es produí a partir dels barris nascuts a l'entorn de la cellera i dels camins que en marxaven: la Baixada, el Camí de Força Real, el Camí del Pou Nou, el Carrer del Trinc, el Carrer Major, la Cova, les Escoles, Juscortals, la Plaça, la Plaça del Batlle, la Placeta i el Trinc. Així, Montner s'anà estenent sobretot cap al sud-est. A la perifèria del nucli vell, actualment ja mig englobat en el nucli urbà, hi ha la Cava Cooperativa, i al nord, més distant, el Cementiri.
El Castell de Montner, documentat d'ençà el segle xii, dominava el poble de Montner des del seu punt més elevat.
El lloc de Força Reial està situat just damunt del termenal entre les comunes de Millars i Montner, de manera que es dona el cas que tots dos pobles l'inclouen dins del seu territori. Com que tant les restes del castell, com de la torre i de l'actual santuari són lleugerament decantats cap al vessant nord de la muntanya, en realitat són dins del territori de la comuna de Montner.

### Els masos del terme
El terme comunal de Montner no té actualment gaires construccions aïllades. A l'extrem sud hi ha la capella de Nostra Senyora de Força Real i les restes del Castell de Força Real. Al sud-est del terme, a la partida del Comunal, hi havia hagut la Torre de la Vetlla, a prop del coll de la Batalla hi havia hagut un dolmen, ara destruït, denominat la Pedra Llarga; a llevant del poble l'església de Santa Eugènia de Montner, de la qual només queden algunes restes, i en el terme comunal, els masos, tots abandonats i en ruïnes de la Vetlla (sud-est), el d'en Dolfa (nord-est), el d'en Garriga (est) i el Mas Rafel (nord-est, també).

### Hidrografia
Les característiques del terme de Montner fan que no hi hagi recs d'irrigació ni canals de drenatge. Ara bé, a Montner hom anomena rec a uns quants dels seus torrents. No hi ha cap riu de gaire importància, però tot el terme està solcat per tres torrents, que vertebren tot una trama de torrents i còrrecs. Dos d'ells davallen cap a l'Aglí, en terme de la Tor de França. El tercer, al sector sud-est del terme, se'n va cap al de Cornellà de la Ribera i cap a la Tet.
Per l'extrem de ponent del terme discorre el Rec de Caladroer, amb el Rec de la Figuerassa i el de les Comes de l'Anglada a la capçalera; aquest torrent s'aboca en el Rec de la Brossa, formant el Rec del Peirafoguer, amb el Gorg de n'Anna. Poc després, aigües avall, se'ls uneix el Còrrec de les Estrades, amb el Rec del Roc Blanc, el Camp del Clot i el Còrrec del Coll del Bou a la capçalera; paral·lel a aquest pel costat de llevant hi ha el Rec de la Font, que aporta els recs del Salt del Moltó, amb el Salt del Roc, i dels Pixadosos a la part alta. Tots els anteriors formen, a l'extrem nord-oest del terme, la Grossa Pesquita. Més a llevant, i ja passat el poble de Montner, hi ha el Rec de la Colomina, que té a la part alta els recs de l'Elies, el de Santa Eugènia, el de la Font de la Vetlla, el de la Font de la Paret i el del Teuler; paral·lel al darrer es troba el Còrrec de la Font de l'Andrilló, i més a llevant, el Rec dels Escanals, que aporta els recs del Trauc del Vaquer, del Sastre, del Mig i de la Mena; tots aquests formen la Pesquita Petita. A l'extrem nord del terme, fent de termenal amb Estagell, hi ha el Rec de Puig Balí.
Cap a la Tet, al racó sud-est del terme, discorre el Rec de la Jaça del Roc, que s'ajunta amb un altre que té el mateix nom, i formen el Rec de la Verna.
A part, en el terme hi havia l'Abeurador i el Rentador, noms ara ja esdevinguts antics, per haver desaparegut; diverses fonts: Font de la Canella, de la Llosa, o de la Llausa, de la Mena, de la Paret, de la Riba del Castanyer i del Mas, o de la Vella. També una bassa, denominada el Perol, al Rec de la Font de la Paret, i un pou, el Pou Nou.

### Orografia
Alguns dels topònims del terme de Montner indiquen formes de relleu: el Bac, el Bac de la Vetlla; la Collada de la Llimona, el Coll de la Batalla, el Coll del Bou, el Coll del Ginebre i el Coll del Lleó; la Coma del Frader, les Comes de l'Anglada; la Costa; el Pla, o Pla d'Estagell; muntanyes: Puig Balí; la Serra, Serrat de Força Real, Serrat de la Font, Serrat de la Gavina, Serrat de la Jaça d'en Barrot (nom antic), Serrat de la Mata de l'Ullastre, Serrat de la Pasquala, Serrat de les Forques, Serrat de les Teixoneres, Serrat del Nebot, Serrat del Roc Blanc, Serrat dels Esquinyols, Serrat dels Quatre Camins i Serreta d'en Guillem.

### El terme comunal
Les partides cadastrals i llocs específics del terme de Montner són el Badill, la Barraca del Roc Blanc, la Barrera, la Batalla, la Caiena, el Camp de la Barrina, el Camp de la Fam, els Camps de l'Andrilló, el Casot, la Collada de la Llimosa, el Coll de la Batalla, el Coll del Bou, o del Bau, la Colomina, el Comunal, el Còrrec del Guerxo, les Cortilles (nom antic), la Creueta, l'Era del Carro, l'Era d'en Perot (dins del poble), les Eres, els Escanals, Escura Granera, l'Església Vella, l'Espandidor (nom antic), els Esprats, els Esquinyols, les Estrades, la Figuerassa, els Fontanals, Força Real, o Puig de Montner, o Mont Ner, el Ginebre, el Gorg de n'Anna, les Guaretes, l'Hort Vell, els Horts de la Pascota, els Horts de Santa Eugènia, la Jaça del Roc, la Jaça d'en Barrot (també nom antic), la Llufa, el Mas de la Vetlla, el Mas d'en Garriga, el Mas Rafel, la Mena, les Olivedes Grans, els Oms, Peixoriguer, els Pixadosos, el Pou, Puig Balí, els Quatre Camins, el Rec del Mig, el Regatiu, la Riba del Castanyer, el Roc Blanc, Santa Eugènia, les Teixoneres (dues de diferents), la Teulera, el Trauc del Vaquer, les Travesseres, o Estravesseres, Ventafarines, la Verna, la Vinyassa i les Vinyes Velles.
Alguns topònims indiquen senyals termenals, com ara el Piló de la Verna, el del Camp de la Fam, el del Coll del Ginebre, el del Serrat de la Jaça d'en Barrot, el del Serrat dels Quatre Camins, el del Trauc del Vaquer i la Roca d'en Taló.

## Transport
Travessen el terme comunal de Montner tres carreteres departamentals: la D - 38 (Bellestar (Fenolleda) - Nostra Senyora de Força Real), que amb prou feines toca el terme de Montner: el frega al racó sud-oest del terme, al coll de la Batalla, i just el darrer quilòmetre de pujada a Força-real.
La D - 79 (la Tor de França - D - 612 / D - 38, al Coll de la Batalla), que travessa el terme de Montner des del nord-oest del terme cap al poble de Montner, i des d'aquest cap al sud-oest del terme, on hi ha el Coll de la Batalla.
Finalment, la D - 612 (Estagell - Millars), que uneix aquestes dues poblacions en 13,1 quilòmetres, passant pels termes de Montner, Bellestar i Millars. No passa per cap població, però sí a mig quilòmetre de Montner, que queda a 4,8 quilòmetres d'Estagell.
Montner està inclòs en la línia 23 de la Compagnie de Transports Perpignan Méditerranée, Estagell - Cassanyes, que uneix aquestes dues poblacions passant per Montner. Ofereix cinc serveis diaris en direcció a Estagell i quatre cap a Cassanyes, de dilluns a dissabte. El diumenge i els dies de festa, té dos serveis en cada direcció.
Uns quants dels camins de Montner són interns del terme propi: Camí de Força Real, Camí de les Olivedes Grans, Camí del Mas de la Vetlla, Camí del Pou Nou, Camí dels Escanals, Camí dels Esquinyols, Camí de Santa Eugènia, Carrerada de la Figuerassa i Carrerada del Trauc del Vaquer. D'altres enllacen amb els pobles i termes veïns: Camí de Bellestar, de Caladroer, de Cassanyes, de Cornellà, de la Torre de França, de Millars, de Perpinyà, d'Estagell, la Ruta de Millars i la Ruta d'Estagell.

## Activitats econòmiques
L'activitat principal és el conreu de la vinya i el seu tractament posterior, quasi tota la collita destinada a vins de denominació d'origen controlada. Hi ha una molt petita extensió de presseguers i albercoquers, una mica més d'hortalisses (enciams i productes primerencs) i també extensions molt petites de cereals i farratges i prats.
La cooperativa vinícola és la principal indústria; és una de les cinc primeres cooperatives creades el primer terç del segle xx (les altres són les de Bonpàs, Estagell, Maurí i Vingrau).

## Història
L'any 959, Radfred i la seva muller Riquilda donaren tot el que tenien a Estagell, així com el territori de Montner (loco ubi vocant Monte Nigro), a l'església d'Elna. El 1293 el lloc és esmentat com a mons de Monnerio, i el 1322 ja apareix el nom de Força Real, al costat del de Montner: fortalicium et turris castri de Força Real infra terminos castri de Monnerio.
El castell de Montner era tingut el 1240 per Ramon de la Tor, que va jurar vassallatge a Nunó Sanç super castro de Monner in Rossilione. El 1311 era Bertran de Sant Marçal qui jurava vassallatge pel mateix castell, ara al rei Sanç. A darreries del segle xiv fou Ramon de Perellós qui es feu amb el senyoriu de Montner, i incloïa el seu territori al vescomtat de Perellós. Passà per diverses mans dins de la mateixa família, fins que el 1450 consta com a senyora Anna, muller de Joan de Fluvià, i més tard, el 1493 n'era possessora Aldonça, vídua de Francesc Alfonso, mercader de Perpinyà. El burgès de Perpinyà Bernat Girginta n'era senyor el 1498.
A la caiguda de l'Antic Règim n'era mestressa Madame de Cahors.

## Demografia

### Demografia antiga
La població està expressada en nombre de focs (f) o d'habitants (h)
| 32 f | 22 f | 7 f | 8 f | 16 f | 23 f | 22 f | 30 f | 149 h | 22 f | 35 f | 136 h |

Font: Pélissier 1986

### Demografia contemporània
| Evolució de la població |      |      |      |      |      |      |      |      |
| 1793                    | 1800 | 1806 | 1821 | 1831 | 1836 | 1841 | 1846 | 1851 |
| 132                     | 132  | 172  | 213  | 209  | 225  | 234  | 272  | 276  |

| 1856 | 1861 | 1866 | 1872 | 1876 | 1881 | 1886 | 1891 | 1896 |
| ---- | ---- | ---- | ---- | ---- | ---- | ---- | ---- | ---- |
| 291  | 336  | 345  | 346  | 415  | 477  | 412  | 425  | 419  |

| 1901 | 1906 | 1911 | 1921 | 1926 | 1931 | 1936 | 1946 | 1954 |
| ---- | ---- | ---- | ---- | ---- | ---- | ---- | ---- | ---- |
| 429  | 420  | 391  | 407  | 363  | 366  | 337  | 356  | 354  |

| 1962 | 1968 | 1975 | 1982 | 1990 | 1999 | 2005 | 2008 | 2010 |
| ---- | ---- | ---- | ---- | ---- | ---- | ---- | ---- | ---- |
| 367  | 318  | 247  | 247  | 261  | 244  | 290  | 312  | 316  |

| 2013 |
| ---- |
| 320  |

Fonts: Ldh/EHESS/Cassini fins al 1999, després INSEE a partir deL 2004

### Evolució de la població

Població 1962-2008

## Administració i política

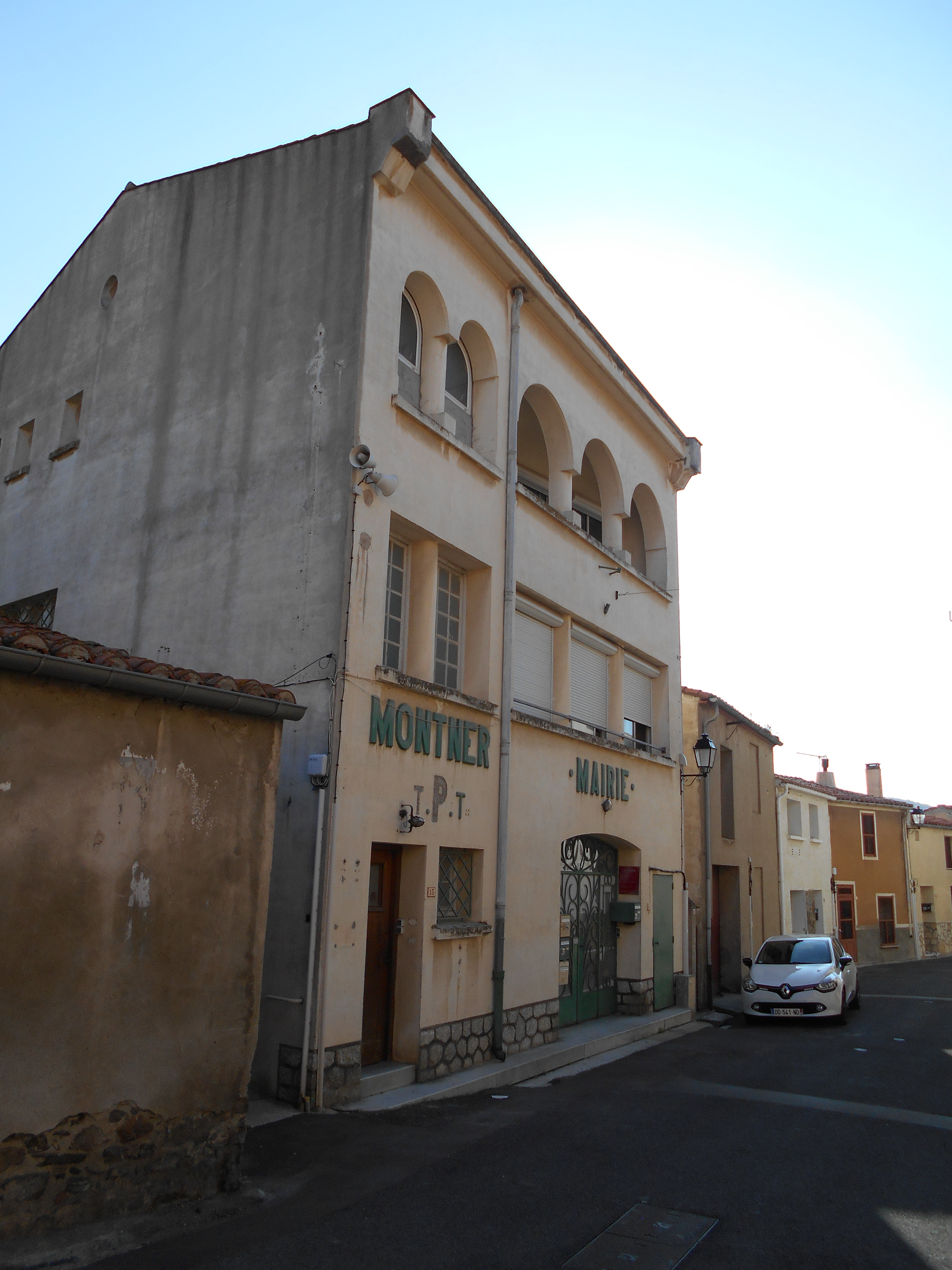
Antiga Casa del Comú (la segona)

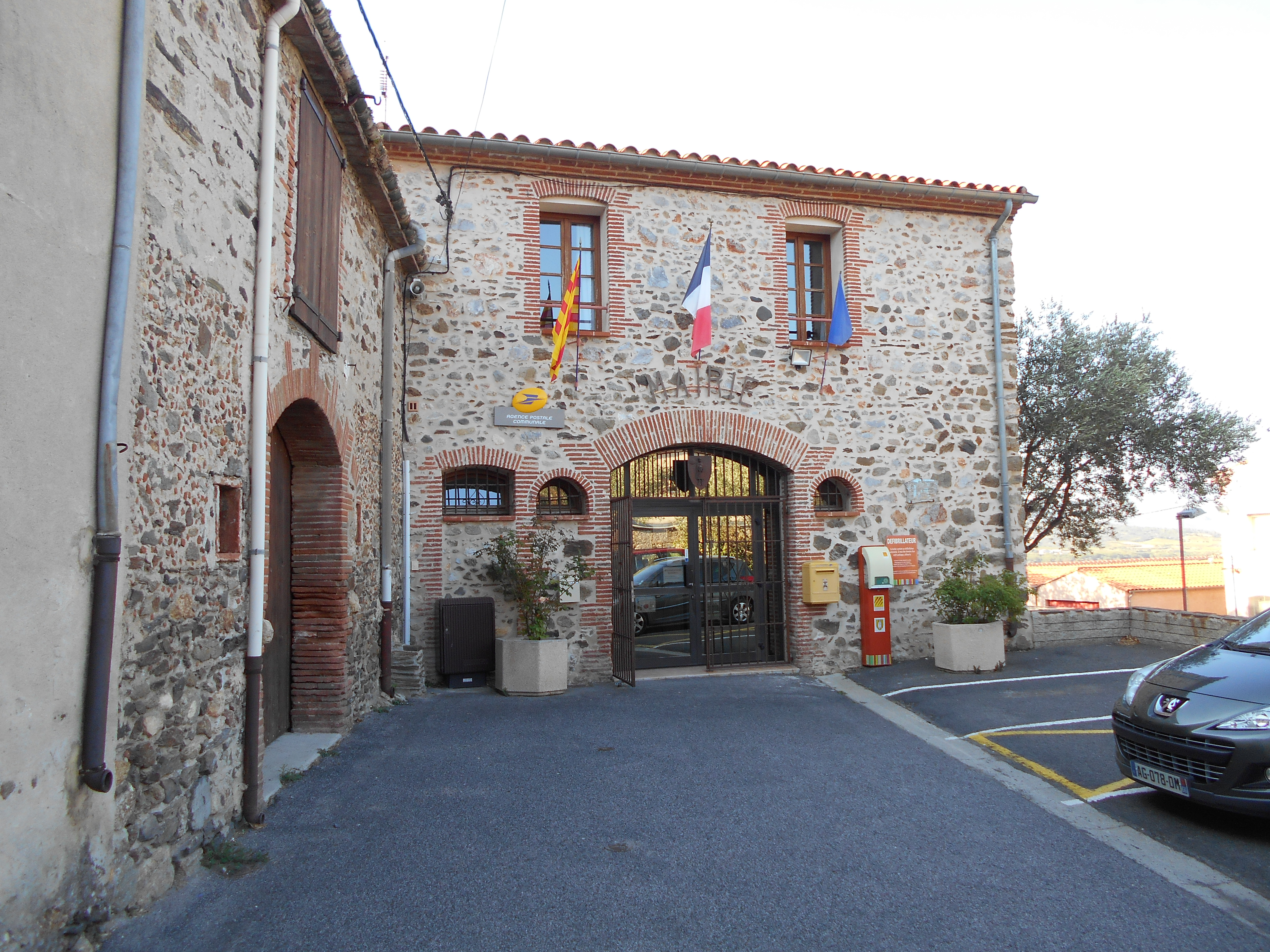
Actual Casa del Comú

### Batlles:[10]
| Període                       | Nom               | Opció política | Comentaris |
| ----------------------------- | ----------------- | -------------- | ---------- |
| Març del 1977 - Març del 2001 | Marcel Sibieude   | PCF            |            |
| Març del 2001 - Març del 2014 | Jean-Luc Garrigue | DVD            |            |
| Març del 2014 - Moment actual | Daniel Barbaro    |                |            |

### Legislatura 2014 - 2020

#### Batlle
- Daniel Barbaro.

#### Consellers municipals
- Louis Albanell
- Cécile Burblis
- Laurent Font
- Marcel Garrigue
- Nicole Garrigue
- Stéphanie Garrigues
- Patrick Guiraudet
- Djamila Lagder
- Jean-Claude Pascucci
- Guilhem Soulignac.

### Adscripció cantonal

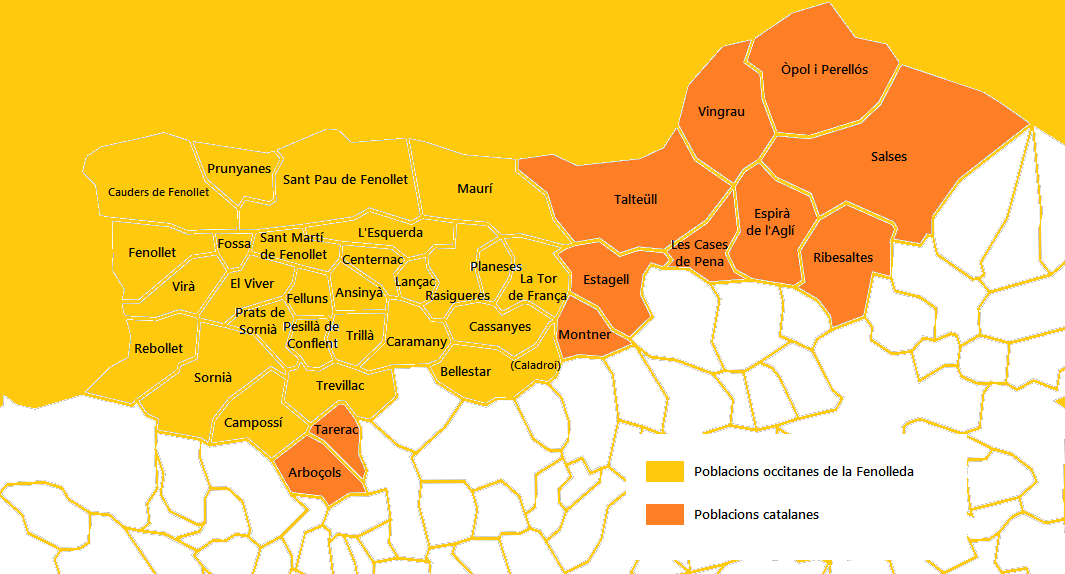
Mapa del Cantó de la Vall de l'Aglí

A les eleccions cantonals del 2015 el poble de Montner ha estat inclòs en el cantó número 15, denominat de la Vall de l'Aglí, amb capitalitat a la vila de Ribesaltes, juntament amb les viles catalanes d'Estagell i Salses i les occitanes de Sant Pau de Fenollet, Sornià i la Tor de França, a més dels pobles catalans d'Arboçols i Tarerac, de la comarca del Conflent, i Cases de Pena, Espirà de l'Aglí, Montner, Òpol i Perellós, Talteüll i Vingrau, de la del Rosselló i occitans d'Ansinyà, Bellestar, Campossí, Caramany, Cassanyes, Caudiers de Fenollet, Centernac, l'Esquerda, Felluns, Fenollet, Fossa, Lançac, Maurí, Pesillà de Conflent, Planeses, Prats de Sornià, Prunyanes, Rasigueres, Rebollet, Sant Martí de Fenollet, Trevillac, Trillà, Virà i el Viver. Els seus consellers departamentals són Lola Beuze (PCF - Front d'Esquerres), exconsellera municipal de Pià, i Charles Chivilo (PRG), batlle de Maurí, de la Unió de l'Esquerra.

## Ensenyament i Cultura

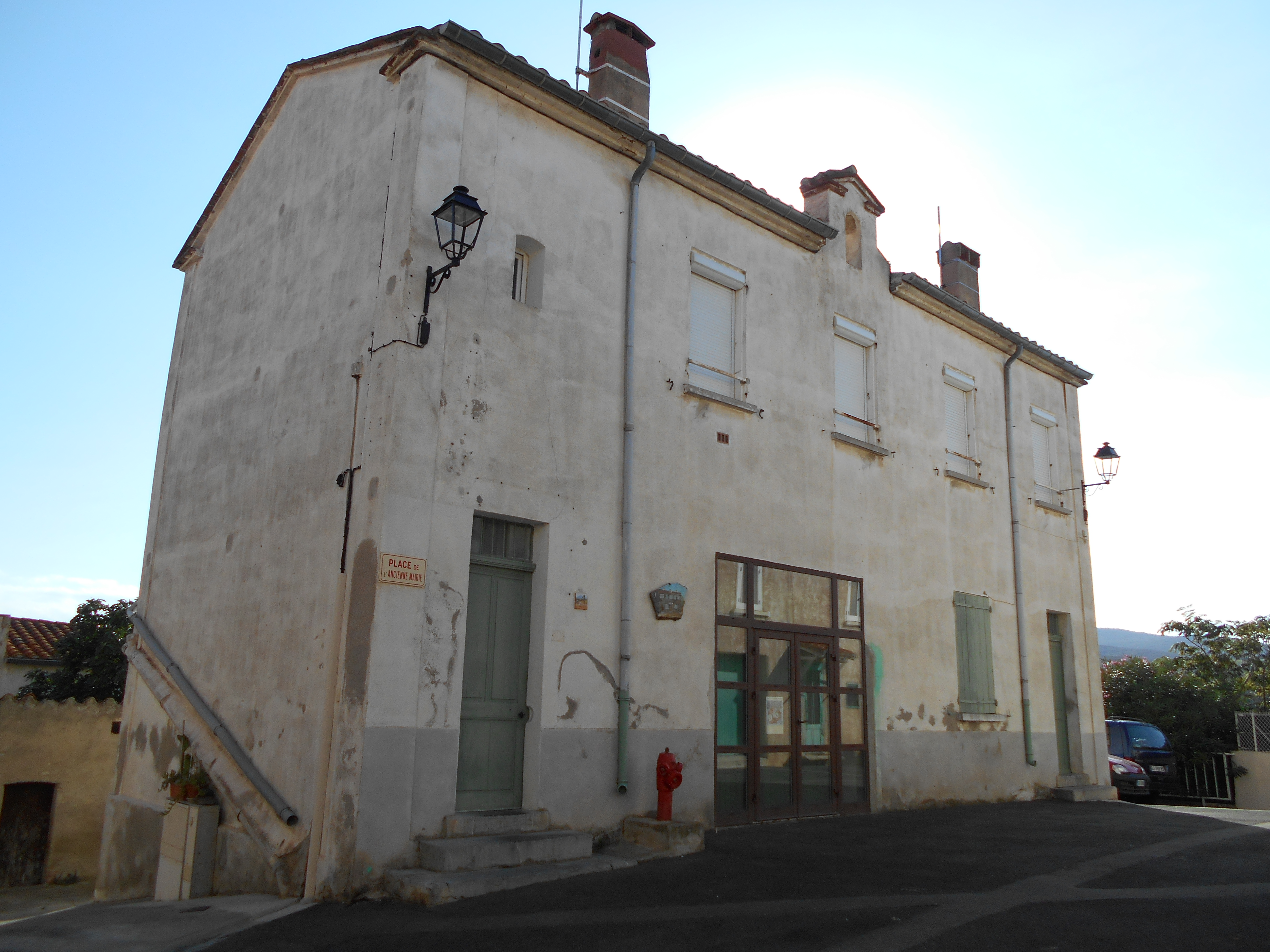
Antigues escoles i antiga Casa del Comú

Montner no disposa actualment de cap escola, ni maternal ni d'estudis primaris, malgrat haver-ne tingut en temps pretèrits. Els seus infants assisteixen a les escoles d'Estagell o de la Tor de França, i, en menor mesura, a les de Bellestar, Cornellà de la Ribera, Millars, Nefiac, Sant Feliu d'Amunt. Per a continuar estudis, poden assistir als col·legis d'Espirà de l'Aglí, Estagell, Illa, Sant Esteve del Monestir, el Soler o Tuïr, i per als estudis de batxillerat, els liceus de Perpinyà o Ribesaltes. L'edifici de les escoles de Montner foren més tard reaprofitades per a la Casa del Comú del poble, i actualment tornen a estar en desús, ja que l'estatge municipal ha canviat a un altre indret.